# Vítězslav Mácha
Vítězslav Mácha, né le 6 avril 1948 à Krmelín et mort le 29 mai 2023, est un lutteur tchécoslovaque, qui a obtenu la première médaille d'or olympique de son pays dans ce sport .

## Biographie
Vítězslav Mácha commence la lutte à l'âge de quatorze ans et, après trois années de pratique seulement, remporte les titres nationaux en lutte gréco-romaine et en lutte libre. Il s'installe en 1965 à Ostrava en Moravie-Silésie, ainsi que son entraîneur. Il participe au championnat d'Europe en 1967, sans succès. Il est aligné aux Jeux olympiques de Mexico, en 1968, dans la catégorie des poids légers, ayant pour ce faire perdu près de dix kilos. Malade, il doit abandonner le tournoi. Il est par ailleurs victime d'une fracture des côtes en 1971 qui le handicapera par la suite.
Aux Jeux olympiques de Munich, en 1972, il est engagé en lutte gréco-romaine chez les poids mi-moyens (moins de 74 kg). Malgré une défaite d'entrée et une blessure à l'épaule, lors de son cinquième combat, il remporte la compétition en battant en finale le Grec Pétros Galaktópoulos. Il confirme en s'imposant au championnat du monde, en 1974. Il est vice-champion olympique deux ans plus tard, à Montréal, battu en finale par le Russe Anatoliy Bykov. En 1977, il est de nouveau champion du monde et remporte également le championnat d'Europe. Lors de cette compétition, il est désigné meilleur lutteur du tournoi.
Vítězslav Mácha participe à ses derniers Jeux en 1980, à Moscou, où il est le porte-drapeau de la délégation tchécoslovaque, et se classe sixième.
Il mène par la suite une carrière d'entraîneur en équipe nationale et prend des responsabilités au sein de la Fédération tchèque de lutte, qu'il préside de 1993 à 1996.
Il se retire ensuite dans sa ville natale, où il s'intéresse à l'élevage de pigeons. Il obtient dans le cadre de cette activité trois titres nationaux.